# Сочевка (Мазовецьке воєводство)
Сочевка (пол. Soczewka) — село в Польщі, у гміні Новий Дунінув Плоцького повіту Мазовецького воєводства.
Населення — 296 осіб (2011).
У 1975-1998 роках село належало до Плоцького воєводства.

## Демографія
Демографічна структура станом на 31 березня 2011 року:
|          | Загалом | Допрацездатний вік | Працездатний вік | Постпрацездатний вік |
| -------- | ------- | ------------------ | ---------------- | -------------------- |
| Чоловіки | 142     | 22                 | 111              | 9                    |
| Жінки    | 154     | 38                 | 86               | 30                   |
| Разом    | 296     | 60                 | 197              | 39                   |